# Xylocopa distinguenda
Xylocopa distinguenda är en biart som beskrevs av Pérez 1901. Xylocopa distinguenda ingår i släktet snickarbin, och familjen långtungebin. Inga underarter finns listade i Catalogue of Life.